# Claudia Gruber
Claudia Christine Gruber (* 1966) ist eine deutsche Vorderasiatische Archäologin.

## Leben
Claudia Gruber studierte Vorderasiatische Archäologie an der Universität München und schloss ihr Studium mit dem Magister ab. Anschließend
promovierte Gruber an der Fakultät für Kulturwissenschaften im Fach Vorderasiatische Archäologie der Universität München mit der Dissertation Möbeldekor aus Elfenbein: zur Rekonstruktion von Schnitzverzierungen an altorientalischen Möbeln.
Gruber wurde seit 2001 betraut mit der Konzipierung und der Betreuung einer Bilddatenbank. Seit 2003 ist Gruber Kustodin der Sammlung des Instituts für Vorderasiatische Archäologie der Universität München, einer Sammlung von Originalen und Gipsabgüssen zu Lehr- und Forschungszwecken. Seit Anfang 2016 leitet sie ein Projekt zur Erschließung der Institutssammlung.

## Publikationen
- Möbeldekor aus Elfenbein: zur Rekonstruktion von Schnitzverzierungen an altorientalischen Möbeln.  2004 (zugleich Dissertation 2001 bei Michael Roaf)
- mit Stephan Kroll, Ursula Hellwag, Michael Roaf, Paul Zimansky: Biainili-Urartu. Tagungsbericht des Münchner Symposiums 12.-14. Oktober 2007 (Acta Iranica Band 51). Peeters, Leuwen 2012, ISBN 978-90-429-2438-3.

| Personendaten    | Personendaten                                  |
| ---------------- | ---------------------------------------------- |
| NAME             | Gruber, Claudia                                |
| ALTERNATIVNAMEN  | Gruber, Claudia Christine (vollständiger Name) |
| KURZBESCHREIBUNG | deutsche Vorderasiatische Archäologin          |
| GEBURTSDATUM     | 1966                                           |